# 史籍考
《史籍考》是清朝章學誠的作品，其间幾遭波折，至章氏臨終時仍未完稿，最後成書三百二十五卷。咸豐年間書稿毀於戰火。
章學誠一心續寫朱彝尊之《經義考》。乾隆五十二年（1787年）靠著周震荣的牽線，章學誠得河南巡抚畢沅的協助下開始编纂《史籍考》。开局之后，章学诚即与洪亮吉、凌廷堪等人“泛览典籍”。乾隆五十三年（1788）秋，畢沅调任湖广总督，使得《史籍考》编纂一度搁置，而成书仅得一百卷。章学诚投靠亳州知州友人裴振。嘉慶三年章学诚入谢启昆幕府，再續《史籍考》之编纂工作，不久因出現歧見，章氏辞去编职。在谢启昆支持下，原稿僅一百卷的《史籍考》由胡虔、钱大昭、袁钧、张彦曾等续增至325卷。毕家受胡齐仑案牵连，財產遭到籍没。谢氏《史籍考》之修撰，又告中辍。
《史籍考》之修纂時間達六十年之久，多次中辍，前前後後得畢沅、謝啟昆、潘錫恩等官員資助，一直到章氏病歿，尚未完稿。道光二十六年(1846)，南河总督潘锡恩再度对《史籍考》加以增订。許瀚赴清江浦為潘錫恩校訂《史籍考》，全書分十二綱五十七目，共三百二十五卷，道光二十八（1848）年九月，全書“写成清本，待付手民”。咸丰初年，太平軍禍起，無瑕刊刻，《史籍考》原稿存於潘锡恩泾县故里。咸丰六年（1856）潘家因战火殃及，“所居毁于火，藏书三万余卷，悉为煨烬”，而《史籍考》亦同归一炬。《章氏遺書補遺》中僅存有《史考釋例》和《史籍考總目》兩篇。民國二年（1912年）的《中國學報》曾刊出極小部份的殘稿。一說美国国会图书馆藏有《史籍考》全本，後證實無此事。